# ألتيبيروس
ألتيبيروس (بالفرنسية: Althiburos) هو موقع أثري تونسي يقع في ولاية الكاف، تحديدا قرب مدينة الدهماني، في مكان أصبح يسمى «مدَيْنَة» (بالياء المسكونة).

سميت المدينة على الإمبراطور الروماني الثاني تيبيريوس.

## التاريخ

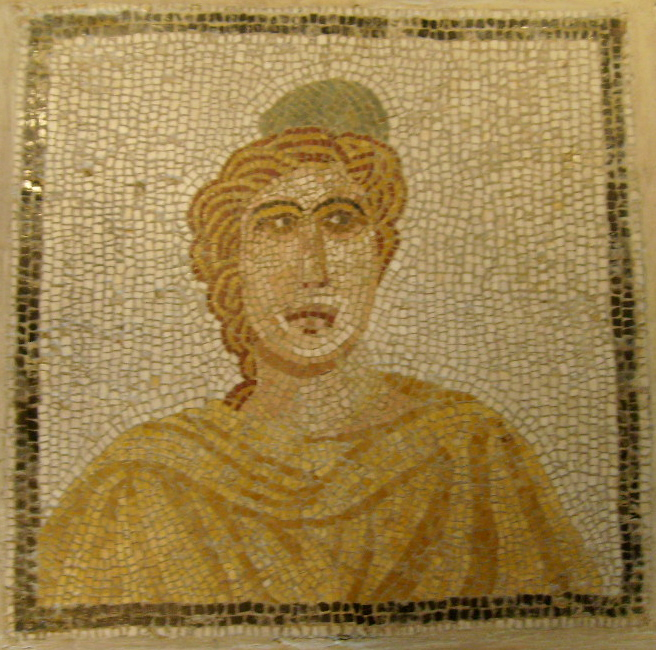
فسيفساء من الموقع الأثري من ترجع للقرن الثالث، موجودة في معهد العالم العربي في باريس.

هي قرية نوميدية قديمة، أصبحت تحت نفوذ إمبراطورية قرطاج في أواخر القرن 3 ق م، وتقع على الطريق الرابطة بين قرطاج وتبسة. تحصلت المدينة من قبل الإمبراطور هادريان على وضعية «بلدية» (باللاتينية: municipium)، وذلك تحت اسم Municipium Aelium Hadrianum Augustum Althiburitanum. 

شهدت المدينة ازدهارا في القرن الثاني والثالث، وأصبحت مقر أسقفية بين القرن الرابع والقرن السابع. هرجت المدينة بعد ذلك، إذا تحول سكانها للإقامة في مدينة «إبة القصور»، الاسم القديم لمدينة الدهماني المجاورة، الشيء الذي سمح بالاحتفاظ بعدة آثار. 

إلى جانب قصص السفر التي تصفه، لم يشهد الموقع إلا قليلا من الحفريات الأثرية. هذه الأخيرة بدأت لأول مرة في 1908، قبل أن تتوقف، ثم تعاد الحفريات في 1912، سامحة باكتشاف جزء من المنتدى الروماني وشارع رئيسي وبوابة كبيرة، عليها نقشة مخصصة لهادريان.

تحت رعاية المعهد الوطني للتراث في تونس، قامت عدة فرق إسبانية وإيطالية بحفريات في الموقع منذ 2006-2007.

## الآثار
- كابيتول ومنتدى روماني.
- فيلا رومانية.
- قوس النصر.
- ضريح.
- طرق رومانية.
- توفاة مقدسة لبعل آمون، اكتشفت في 2006.

المسرح الروماني يوجد في قمة إحدى الهضاب الموجودة في المكان. توجد عدة أروقة معمدة، جزء منها مدفون تحت الأرض. رونيه كانيا وهنري صلاح الدين قدما في آخر القرن التاسع عشر الأبعاد التالية للمسرح الروماني: طوله 60 مترا وعرضه 35 مترا. الهدف من الإجراءات والحفريات الأثرية المقامة منذ 2007 هو تنظيم الموقع الأثري وإعادة بناء المسرح.

## مقالات ذات صلة
- الموقع الأثري بقرطاج